# 10126 Lärbro
10126 Lärbro
10126 Lärbro là một tiểu hành tinh vành đai chính với chu kỳ quỹ đạo là 1198.0509309 ngày (3.28 năm).
Nó được phát hiện ngày 21 tháng 3 năm 1993.
Nó được đặt theo tên Lärbro, một thị trấn ở Thụy Điển.